# Calcio ai Giochi della XXVII Olimpiade - Torneo femminile
Il torneo femminile di calcio ai Giochi della XXVII Olimpiade si è svolto dal 15 al 28 settembre 2000 ed è stato ospitato da tre diversi stadi.
La medaglia d'oro è stata vinta per la prima volta dalla Norvegia, che hanno superato in finale per 3-2 dopo i tempi supplementari gli Stati Uniti, ai quali è andata la medaglia d'argento. La medaglia di bronzo è stata vinta dalla Germania, che nella finale per il terzo posto ha sconfitto il Brasile per 2-0.
Il sorteggio mise nello stesso girone le nazionali medagliate nell'edizione precedente: gli Stati Uniti vinsero il girone, accedendo alle semifinali assieme alla Norvegia, mentre la Cina concluse al terzo posto, venendo eliminata. In semifinale la Norvegia affrontò e superò la Germania, vincitrice a punteggio pieno dell'altro girone preliminare, per 1-0 grazie a un'autorete di Tina Wunderlich sul finire della partita. Anche l'altra semifinale si concluse sull'1-0, grazie al quale le statunitensi eliminarono il Brasile. La finale fu una ripetizione della sfida che c'erano stata nel girone preliminare e che aveva visto prevalere le statunitensi per 2-0, ma anche una ripetizione della semifinale di Atlanta 1996, che aveva visto la vittoria sempre delle statunitensi grazie al golden goal. In questa occasione furono le norvegesi ad avere la meglio, vincendo la partita per 3-2 grazie a una rete di Dagny Mellgren nel corso dei tempi supplementari, e vincendo la loro prima medaglia d'oro olimpica.

## Formato
Le otto squadre partecipanti sono state divise in due gironi da quattro e ciascuna squadra ha affrontato tutte le altre, per un totale di tre giornate. Le prime due classificate accedevano alle semifinali.

## Squadre partecipanti
| Torneo di qualificazione | Data                       | Luogo       | Posti | Qualificate |
| ------------------------ | -------------------------- | ----------- | ----- | ----------- |
| Paese organizzatore      |                            |             | 1     | Australia   |
| Campionato mondiale 1999 | 19 giugno - 10 luglio 1999 | Stati Uniti | 7     | Stati Uniti |
| Campionato mondiale 1999 | 19 giugno - 10 luglio 1999 | Stati Uniti | 7     | Cina        |
| Campionato mondiale 1999 | 19 giugno - 10 luglio 1999 | Stati Uniti | 7     | Brasile     |
| Campionato mondiale 1999 | 19 giugno - 10 luglio 1999 | Stati Uniti | 7     | Norvegia    |
| Campionato mondiale 1999 | 19 giugno - 10 luglio 1999 | Stati Uniti | 7     | Germania    |
| Campionato mondiale 1999 | 19 giugno - 10 luglio 1999 | Stati Uniti | 7     | Svezia      |
| Campionato mondiale 1999 | 19 giugno - 10 luglio 1999 | Stati Uniti | 7     | Nigeria     |
| Totale                   |                            |             | 8     |             |

## Fase a gironi

### Girone E

#### Classifica finale
| Pos. | Squadra   | Pt | G | V | N | P | GF | GS | DR |
| ---- | --------- | -- | - | - | - | - | -- | -- | -- |
| 1.   | Germania  | 9  | 3 | 3 | 0 | 0 | 6  | 1  | +5 |
| 2.   | Brasile   | 6  | 3 | 2 | 0 | 1 | 5  | 3  | +2 |
| 3.   | Svezia    | 1  | 3 | 0 | 1 | 2 | 1  | 4  | -3 |
| 4.   | Australia | 1  | 3 | 0 | 1 | 2 | 2  | 6  | -4 |

#### Risultati
| Arbitro: | Abidoye |

|  |           |                                      |
|  | Marcatori | 39’ Grings 70’ Wiegmann 90+1’ Lingor |

| Arbitro: | Hunt |

|  |           |                        |
|  | Marcatori | 21’ Pretinha 70’ Katia |

| Arbitro: | Denoncourt |

|               |           |                      |
| Salisbury 57’ | Marcatori | 66’ (rig.) Andersson |

| Arbitro: | Toro |

|                |           |            |
| Prinz 33’, 41’ | Marcatori | 72’ Raquel |

| Arbitro: | Karlsen |

|            |           |                      |
| Hughes 33’ | Marcatori | 56’ Raquel 64’ Kátia |

| Arbitro: | Toms |

|            |           |  |
| Hingst 88’ | Marcatori |  |

### Girone F

#### Classifica finale
| Pos. | Squadra     | Pt | G | V | N | P | GF | GS | DR |
| ---- | ----------- | -- | - | - | - | - | -- | -- | -- |
| 1.   | Stati Uniti | 7  | 3 | 2 | 1 | 0 | 6  | 2  | +4 |
| 2.   | Norvegia    | 6  | 3 | 2 | 0 | 1 | 5  | 4  | +1 |
| 3.   | Cina        | 4  | 3 | 1 | 1 | 1 | 5  | 4  | +1 |
| 4.   | Nigeria     | 0  | 3 | 0 | 0 | 3 | 3  | 9  | -6 |

#### Risultati
| Arbitro: | Im Eun-Ju |

|                       |           |  |
| Milbrett 18’ Hamm 24’ | Marcatori |  |

| Arbitro: | Toro |

|                       |           |                    |
| Zhao 12’ Sun 57’, 83’ | Marcatori | 85’ (rig.) Nkwocha |

| Arbitro: | Petignat |

|           |           |         |
| Foudy 38’ | Marcatori | 67’ Sun |

| Arbitro: | Ogston |

|                                               |           |           |
| Mellgren 22’ Riise 62’ (rig.) Pettersen 90+3’ | Marcatori | 78’ Akide |

| Arbitro: | Im Eun-Ju |

|                                      |           |           |
| Chastain 26’ Lilly 35’ MacMillan 56’ | Marcatori | 48’ Akide |

| Arbitro: | Denoncourt |

|                            |           |                |
| Pettersen 55’ Haugenes 78’ | Marcatori | 75’ (rig.) Sun |

## Fase ad eliminazione diretta

### Tabellone
|  | Semifinali | Semifinali  | Semifinali  |             |          | Finale          | Finale          | Finale          |  |
|  |            |             |             |             |          |                 |                 |                 |  |
|  | 1E         | Germania    | 0           |             |          |                 |                 |                 |  |
|  | 1E         | Germania    | 0           |             |          |                 |                 |                 |  |
|  | 2F         | Norvegia    | 1           |             |          |                 |                 |                 |  |
|  | 2F         | Norvegia    | 1           |             | Norvegia | Norvegia        | 3               |                 |  |
|  |            |             |             |             | Norvegia | Norvegia        | 3               |                 |  |
|  |            |             | Stati Uniti | Stati Uniti | 2        |                 |                 |                 |  |
|  | 1F         | Stati Uniti | Stati Uniti | Stati Uniti | 2        | 1               |                 |                 |  |
|  | 1F         | Stati Uniti |             |             |          | 1               |                 |                 |  |
|  | 2E         | Brasile     | 0           |             |          | Finale 3º posto | Finale 3º posto | Finale 3º posto |  |
|  | 2E         | Brasile     | 0           |             |          |                 |                 |                 |  |
|  |            |             |             |             |          |                 |                 |                 |  |
|  |            |             |             |             |          | Germania        | Germania        | 2               |  |
|  |            |             |             |             |          | Germania        | Germania        | 2               |  |
|  |            |             |             |             |          | Brasile         | Brasile         | 0               |  |

### Semifinali
| Arbitro: | Im Eun-Ju |

|  |           |                          |
|  | Marcatori | 80’ (aut.) T. Wunderlich |

| Arbitro: | Petignat |

|          |           |  |
| Hamm 60’ | Marcatori |  |

### Finale 3º posto
| Arbitro: | Im Eun-Ju |

|                      |           |  |
| Lingor 64’ Prinz 79’ | Marcatori |  |

### Finale
| Arbitro: | Sonia Denoncourt |

| |              | |
| Espeseth 44’ Gulbrandsen 78’ Mellgren 102’ | Marcatori    | 5’, 90+2’ Milbrett                                                                                            |
| · Nordby · Sandaune · 91’ Kringen · 76’ Espeseth · Jørgensen · Riise · 34’ S. Gulbrandsen · 91’ Knudsen · Haugenes · 83’ Pettersen · R. Gulbrandsen | Formazioni   | · Mullinix · Rampone · Chastain · Fawcett · Markgraf · Fair · MacMillan 69’ · Foudy · Lilly · Hamm · Milbrett |
| · 34’ 84’ Lehn · 83’ Mellgren · 91’ Bøe Jensen | Sostituzioni | · Parlow 69’                                                                                                  |
| Per-Mathias Høgmo | Allenatori   | April Heinrichs                                                                                               |

## Classifica finale
| Pos     | Squadre     | |
| ------- | ----------- | --- |
| Oro     | Norvegia    | Norvegia1 Nordby, 2 Sandaune, 3 Kringen, 4 Tønnessen, 5 Espeseth, 6 Riise, 7 S. Gulbrandsen, 8 Knudsen, 9 Rapp, 10 Lehn, 11 Pettersen, 12 Jørgensen, 13 Bekkevold, 14 Mellgren, 15 Haugenes, 16 R. Gulbrandsen, 17 Bøe Jensen, 18 Hovland, 19 Kvitland, CT: Høgmo                 |
| Argento | Stati Uniti | Stati Uniti1 Scurry, 2 Fair, 3 Pearce, 4 Overbeck, 5 Serlenga, 6 Chastain, 7 Whalen, 8 MacMillan, 9 Hamm, 10 French, 11 Foudy, 12 Parlow, 13 Lilly, 14 Fawcett, 15 Sobrero, 16 Milbrett, 17 Slaton, 18 Mullinix, CT: Heinrichs                                                    |
| Bronzo  | Germania    | Germania1 Rottenberg, 2 Stegemann, 3 Götte, 4 Jones, 5 Fitschen, 6 Meinert, 7 Müller, 8 Brandebusemeyer, 9 Prinz, 10 Wiegmann, 11 Grings, 12 Gottschlich, 13 Minnert, 14 Wunderlich, 15 Hingst, 16 Lingor, 17 Hoffmann, 18 Angerer, CT: Theune-Meyer                              |
| 4.      | Brasile     | Brasile1 Andréia, 2 Nenê, 3 Juliana, 4 Mônica, 5 Daniela, 6 Tânia Maranhão, 7 Formiga, 8 Cidinha, 9 Kátia, 10 Sissi, 11 Roseli, 12 Maravilha, 13 Maycon, 14 Raquel, 15 Simone, 16 Rosana, 17 Suzana, 18 Pretinha, CT: Duarte                                                      |
| 5.      | Cina        | Cina1 Han W., 2 Wang L., 3 Fan Y., 4 Bai J., 5 Xie H., 6 Zhao L., 7 Shui Q., 8 Jin Y., 9 Sun W., 10 Liu A., 11 Pu W., 12 Wen L., 13 Liu Y., 14 Pan L., 15 Qiu H., 16 Zhu J., 17 Zhang O., 18 Gao H., 19 Fan C., 22 Bai L., CT: Ma Y.                                              |
| 6.      | Svezia      | Svezia1 Jönsson, 2 Westberg, 3 Törnqvist, 4 Larsson, 5 Bengtsson, 6 Moström, 7 Sandell, 8 Nordlund, 9 Andersson, 10 Ljungberg, 11 Svensson, 12 Marklund, 13 Call, 14 Johansson, 15 Fagerström, 16 Swedberg, 17 Sjögran, 18 Karlsson, CT: Domanski-Lyfors                          |
| 7.      | Australia   | Australia1 Wheeler, 2 McShea, 3 Starr, 4 Garriock, 5 Alagich, 6 Tann, 7 Forman, 8 Salisbury, 9 Murray, 10 Hughes, 11 Black, 12 Duus, 13 Ferguson, 14 Wainwright, 15 Hepperlin, 16 Wilson, 17 Golebiowski, 18 Trimboli, 19 Casagrande, 20 Small, 21 Taylor, 22 Butland, CT: Tanzey |
| 8.      | Nigeria     | Nigeria1 A. Chiejine, 2 Kudaisi, 3 Tarhemba, 4 Nkwocha, 5 Opara, 6 Ajayi, 7 Mbachu, 8 Nwadike, 9 Usieta, 10 Akide, 11 I. Chiejine, 12 Avre, 13 Okisieme, 14 Omagbemi, 15 Mmadu, 16 Iweta, 17 Egbe, 18 Chime, CT: Ismaila                                                          |

## Statistiche

### Classifica marcatrici
4 reti
- Sun Wen

3 reti
- Birgit Prinz

- Tiffany Milbrett

2 reti
- Kátia
- Raquel
- Renate Lingor

- Mercy Akide
- Dagny Mellgren

- Marianne Pettersen
- Mia Hamm

1 rete
- Sunni Hughes
- Cheryl Salisbury
- Pretinha
- Zhao Lihong
- Inka Grings
- Ariane Hingst

- Bettina Wiegmann
- Perpetua Nkwocha
- Gro Espeseth
- Ragnhild Gulbrandsen
- Margunn Haugenes
- Hege Riise

- Malin Andersson
- Brandi Chastain
- Julie Foudy
- Kristine Lilly
- Shannon MacMillan

Autorete
- Tina Wunderlich (1 a favore della Norvegia)